# 和緩翁主
和緩翁主（わかんおうしゅ、ファワンオンジュ、화완옹주、乾隆3年1月19日（1738年3月9日） - 嘉慶13年5月（1808年））は、李氏朝鮮第21代国王英祖と暎嬪李氏の娘。荘献世子の同母妹。朝鮮第22代国王正祖の叔母。諱は蓉婉（ヨンワン、용완）。

## 生涯
1738年、英祖と側室の暎嬪李氏の娘として誕生。幼少期から英祖に溺愛されていた。
1749年には少論派の重臣である鄭羽良（チョン・オリョン）の子の鄭致達（チョン・チダル）と婚姻。しかし、婚姻後も王女として絶大な影響力を持っていた。英祖は彼女を溺愛しすぎるあまりに、降嫁した彼女の家を幾度となく訪れていた。
1757年には前年に出産した娘と夫を亡くしてしまう。その後、英祖は未亡人となった彼女を哀れに思い、宮廷に戻るように命じた。1764年、夫の族兄の鄭錫達の子の鄭厚謙（チョン・フギョム）を養子にする。
1762年に発生した壬午士禍（実兄の荘献世子の米櫃餓死事件）にも彼女が加担したとも思われる。そのため、甥である正祖とは老論派の一員として政敵となる。
しかし、1776年に正祖が即位すると粛清の対象となる。養子で戸曹参判の鄭厚謙は流罪されたのち、処刑された。彼女も翁主の称号を剥奪され平民に降格された。彼女ものちに江華島に流刑された。
彼女を流刑にした後も臣下から彼女の処刑を求める声があったが正祖は拒否した。1799年には正祖に罪を許され、以前と同じように宮廷で余生を過ごした。

## 家族
- 父：英祖
- 母：暎嬪李氏（1696年 - 1764年）
  - 長姉：和平翁主（朝鮮語版）（1727年 - 1748年）
  - 次姉：和協翁主（1733年 - 1752年）
  - 兄：思悼世子/荘献世子 李愃（1735年 - 1762年）- 第22代国王正祖の実父。追贈王（廟号: 荘祖）
  - 他、姉3人があったがいずれも夭折。
- 夫の父：鄭羽良（朝鮮語版）（1692年 - 1754年）
- 夫：鄭致達（朝鮮語版）（1732年 - 1757年）
- 養子：鄭厚謙（朝鮮語版）（1749年 - 1776年）

## 登場作品
映画
- 王の運命 -歴史を変えた八日間-（原題：思悼）（2015年）、演：チン・ジヒ

テレビドラマ
- 王道（KBS、1991年）演：イ・ヒョチュン
- 大王の道（MBC、1998年）演：キム・ジヨン
- イ・サン（MBC、2007年-2008年）演：ソン・ヒョナ
- 赤い袖先（MBC、2021年）演：ソ・ヒョリム